# 西武豊島線
豊島線（としません）は、東京都練馬区練馬に所在する練馬駅と豊島園駅を結ぶ西武鉄道の鉄道路線である。西武鉄道の鉄道路線の中で全線の総距離が一番短い。豊島線という線名ではあるが、路線はすべて練馬区内にあり、豊島区には存在しない。駅ナンバリングで使われる路線記号はSI。

## 路線データ
- 路線距離（営業キロ）：1.0km
- 軌間：1067mm
- 駅数：2駅（起終点駅含む）
- 複線区間：なし（全線単線）
- 電化区間：全線（直流1500V架空電車線方式）
- 閉塞方式：自動閉塞式
- 最高速度：60 km/h[1]

## 歴史
現・西武鉄道の前身である武蔵野鉄道によってとしまえん（当時は豊島園）への旅客輸送を目的に敷設された。豊島線開業前年の豊島園一部開園時より臨時列車の運行などで協力関係にあり、開業後は一貫してアクセス路線として機能してきた。ただし豊島園の開業当初は資本関係が全くなく、武蔵野鉄道が豊島園の経営に参加したのは1939年、買収により鉄道と遊園地の総合的な経営が実現したのは1941年のことである。
1991年、本路線に完全並行する形で都営地下鉄12号線（現・大江戸線）が部分開業し、特に同線が新宿へ延伸した1997年以降、本路線の利用者数は大幅に減少している。
- 1926年（大正15年）
  - 9月20日：鉄道営業免許申請[5]
  - 10月30日：鉄道免許状下付（北豊島郡下練馬村字栗山大門-同村大字〔ママ〕谷戸山間）[6]。
  - 12月9日：工事申請[7]
- 1927年（昭和2年）
  - 6月28日：工事認可[7]
  - 9月5日：着工[8]
  - 10月15日：武蔵野鉄道豊島線として、練馬 - 豊島間1.0 km開業[9]。
- 1933年（昭和8年）3月1日：豊島駅を豊島園駅に改称。
- 1945年（昭和20年）9月22日：西武農業鉄道豊島線となる。
- 1946年（昭和21年）11月15日：西武鉄道豊島線となる。

## 運転
2022年3月改正時点では、豊島園行き始発列車が練馬駅発の線内運転である以外は、すべて池袋線池袋駅 - 豊島園駅間を直通する各駅停車である。線内運転の始発列車も含め、全列車が8両編成で運行される。日中は1時間に4本が運行される。
練馬駅では基本的に豊島園駅発着の池袋線直通列車と西武有楽町線直通列車（主に各駅停車）が接続しており、同一ホームで地下鉄有楽町線・副都心線方面直通列車との対面乗り換えができるダイヤ構成となっている。ただし、ダイヤの乱れが発生した際には地下鉄との直通運転が中止されるため、同時に豊島線も運転を長時間見合わせる場合がある。その場合、当路線利用者には振替輸送先である都営地下鉄大江戸線の利用も促される。

## 駅一覧
- 1区間のみであり、運行列車も各駅停車のみであるので、運行列車種別は省略する。
- 全駅東京都練馬区内に所在。
- 池袋 - 練馬駅間の営業キロは6.0 kmである。
- 駅番号は2013年3月までに順次導入された[11]。

| 駅番号 | 駅名     | 駅間 キロ | 累計 キロ | 接続路線・備考                                                                      | 線路 |
| ------ | -------- | --------- | --------- | ----------------------------------------------------------------------------------- | ---- |
| SI06   | 練馬駅   | -         | 0.0       | 西武鉄道： 池袋線（池袋駅まで直通運転）・ 西武有楽町線 都営地下鉄： 大江戸線 (E-35) | ∨    |
| SI39   | 豊島園駅 | 1.0       | 1.0       | ※都営地下鉄大江戸線豊島園駅との連絡運輸は行っていない。                             | ∧    |

## その他・エピソード
- 池袋線からの直通列車はすべて各駅停車であるが、1988年までは平日朝の下りに池袋を発車すると途中停車駅は練馬駅のみの準急列車が設定されていた[注 3][注 4]。これは、急激な利用客増に車両増備が追いつかないことが想定され、池袋に到着した車両を急いで送り込む苦肉の策であった。
- 豊島園駅が8両編成までしか対応できないために6000系・20000系・30000系・40000系の10両固定編成は入線できない。特急用電車は団体臨時で5000系・10000系の入線実績がある。なお、豊島線直通の普通列車が運行される区間（池袋 - 豊島園間）の駅で10両編成に対応していないのは豊島園駅のみである。また、練馬駅の配線上、地下鉄線と直通する西武有楽町線との列車の乗り入れも不可能である。
- 練馬駅の高架工事のために1988年12月 - 1998年3月26日の間は、池袋線直通は中止され全列車練馬折り返しとなっていた。その間でも1997年8月2日からは、池袋線との線路も渡り線も完全に遮断され線内には101系の155F（4両編成）と211F（6両編成）が封じ込められ運用を行っていた。なお、それ以前に練馬駅が仮設ホームに移る際にも数日間池袋線との接続が断たれ、車両が封じ込めとなった時期がある。
- 2008年5月11日の母の日には「母の日に母娘の二人で行く庭の湯」というイベントが開催された。これには30000系38103編成が池袋から豊島園まで特別列車として運行され、同駅到着後、車内の公開や本系列の告知が行われた。車内には2,000本のカーネーションの装飾やぬり絵の展示が行われた[12]。
- 2008年6月14日ダイヤ改正以前では、4両編成線内折り返し列車が運行されていた。池袋線は輸送力の観点から10両ないし8両編成で運行されるが、豊島線内折り返し運用は輸送力が十分であることと高架化工事完了後の練馬駅折り返し用引き込み線は4両までしか対応できないための措置である。このため線内折り返し用4両編成は練馬駅まで回送されてから運用に投入された。ただし、練馬発始発列車のみ8両編成で練馬駅3番ホームから発車となる。
- 2011年の東日本大震災による節電ダイヤでは一時的に線内折り返し運用が復活した。方向幕は白地コマ表示とした2000系が投入された。
- 2023年6月3日に開催「西武・電車フェスタ2023 in 武蔵丘車両検修場」では、「特急レッドアロー号で行く！親子で西武・電車フェスタ直通ツアー」が企画され、10000系特急車両による豊島園駅発-武蔵丘車両検修場行きの貸切列車が設定された[13]。
- 東京23区内の定期的に旅客列車が走る鉄道路線としては、京成金町線・東武大師線とともに、数少ない全線単線の路線である。ただし、両線を運行する列車はいずれも線内完結の折り返し運行が原則となっている[注 5]。